# 世田谷站
世田谷站（日语：／ Setagaya eki */?）是一個位於東京都世田谷區世田谷四丁目，屬於東急電鐵世田谷線的停留場。車站編號是SG05。

## 年表
- 1925年（大正14年）1月18日 - 開業。
- 2013年（平成25年）3月31日 - 伴隨世田谷1號平交道擴充，上下線月台向三軒茶屋方向移動約10公尺。

## 車站構造
對向式月台2面2線的地面車站。
通常是無人站，但每年12月與1月合計4日舉辦襤褸市活動時將配置臨時的站員，接受車費、上下車整理等。

### 月台配置
| 月台 | 路線     | 方向 | 目的地             |
| ---- | -------- | ---- | ------------------ |
| 南側 | 世田谷線 | 下行 | 上町、下高井戶方向 |
| 北側 | 世田谷線 | 上行 | 三軒茶屋方向       |

（來源：東急電鐵:車站構內圖 （页面存档备份，存于））

## 利用狀況
官方未公布本站的乘車人數。世田谷線全線的乘車人數請參照東急世田谷線#使用情況。

## 車站周邊
- 圓光院（日语：円光院 (世田谷区)）
- 襤褸市（日语：ボロ市）通
- 世田谷區役所（日语：世田谷区役所） - 下高井戶方向最近站。
  - 世田谷區民會館
- 世田谷四郵便局

## 巴士路線
世田谷站前（東急巴士、小田急巴士）
- 西向
  - <澀21>：往上町站（東急）
  - 澀22>：往用賀站 - 經上町、農大前（東急）
  - <澀23、等11>：往祖師谷大藏站 - 經上町、農大前、千歲船橋（東急）
  - <澀24>：往成城學園前站西口 - 經上町、農大前、成育醫療研究中心（日语：国立成育医療研究センター）（東急、小田急）
  - <澀26>：往調布站南口 - 經上町、農大前、成育醫療研究中心前、狛江站北口、狛江營業所（小田急）
  - 往櫻小學校（經上町）（東急） ※ 出入庫系統、夜間
- 東向
  - <澀21、澀22、澀23、澀24>：往澀谷站 - 經三軒茶屋、大橋（東急）
  - <澀24、澀26>：往澀谷站 - 經三軒茶屋、大橋（小田急）
  - <等11>：往等等力操車所 - 經駒澤、深澤不動前、等等力 （東急）
- 北向
  - <等13>：往梅丘站 - 經世田谷區民會館、國士館大學（東急）
- 南向
  - <等13>：往等等力操車所 - 經駒澤、深澤不動前、等等力（東急）

## 相鄰車站
東急電鐵
 世田谷線
松陰神社前（SG04）－世田谷（SG05）－上町（SG06）

## 外部連結
- 世田谷（各站資訊） - 東急電鐵